# فمینیسم جهانی
فمینیسم جهانی یک نظریه فمینیستی است که با تئوری پسااستعماری و فمینیسم پسااستعماری هماهنگ شده‌است. این موضوع در درجه اول به جنبش رو به جلو حقوق زنان در مقیاس جهانی مربوط می‌شود. با استفاده از لنزهای تاریخی مختلف از میراث استعمار، فمینیسم‌های جهانی، علل جهانی را اتخاذ می‌کنند و جنبش‌هایی را آغاز می‌کنند که به دنبال انحلال آنچه که آن‌ها می‌گویند، ساختارهای حاکم بر پدرسالاری جهانی است. فمینیسم جهانی نیز به عنوان فمینیسم سراسری و فمینیسم بین‌المللی شناخته می‌شود.
دو مثال تاریخی فمینیست‌های جهانی برای قدرتمند افشای ساختارهای پدرسالاری در محیط کار در گروه‌های استعماری یا جوامع اسپانیا (قرون ۱۱ و ۱۳) و کوبای قرن نوزدهم استفاده کنند. مثال اول، مربوط به زنان مدجن جوامع اسلامی اسپانیا و احکام شدید جنسی بود که از طریق آن، فعالیت اجتماعی آن‌ها تنظیم می‌شد. در نتیجه فعالیت جنسی یک زن مدجن با یک مرد مسیحی، زن به بردگی درمی‌آمد؛ به این فکر افتادند که از مجازات تعیین شده توسط سنت یا احکام اسلامی فرار کنند. از آن‌جا که زنان مدجن، از قوانین حمایتِ حرمت خانواده و از سویی قوانین «وضعیت فتح و جنسیت» تثبیت شده زنان مدجن در رابطه جنسی خود با مسیحیان [در اسپانیا] دچار دوگانگی شدند.
کوبای قرن نوزدهم می‌تواند به‌عنوان نمونه‌ای از استعمارگرایی و نئواستعمارگرایی با هم در یک جامعه برده‌محور تلاش می‌کردند تا زندگی زنان تحت پدرسالاری را تحت تأثیر قرار دهند، تا جایی که کوبا، یک مستعمره اسپانیایی با حفظ یک رابطه نئواستعماری با ایالات متحده، باقی ماند. هاوانا، یک شهر برجسته در «عدم وجود فرم زنانه»، «در میان همه شهرهای بزرگ غرب… سخت‌ترین محدودیت‌های اجتماعی در بخش زنانه جمعیت آن» را دارا بوده‌است. زنان طبقهٔ بالای کوبایی «تصویر ثابتی از جدایی بین جامعه سفیدپوست نخبه و مردم رنگی که بر آن‌ها حکومت می‌کردند» دارد.

## مادران فراملیتی
تعهد اجباری برای تغییر دوگانه، مبارزه برای استقلال فردی و محوشدن زمینه کار و حوزه خصوصی و حوزه عمومی، همه نگرانی‌های مازاد بر مسئله اصلی زنان مهاجر هستند که حق مادری دارند. پدیدهٔ مادری در یک فراملیتی و زمان معاصر محدودیت‌های ساختاری برای زنان مهاجر ایجاد می‌کند. سوءاستفاده کارفرمایان و خشونت صمیمی، تنها مشکل پیش روی این زنان نیست، بلکه مسایل ساختاری در مورد حق مادری در این عصر فراملیتی وجود دارد. مهاجران زن شانس خود را در خارج از کشور می‌آزمایند تا در مادری‌ای ایده‌آل فرزندان خود را بزرگ کنند، در حالی که خود به انجام نقش جنسیتی و نان‌آوری در بیرون محکوم هستند. بازسازی مراقبت از اثرات جهانی شدن و نئولیبرالیسم به این زنان رسمیت می‌بخشد.
جهانی‌شدن دائماً در حال تغییر است و از نتایج آن حمایت از آثار زنان کشورهای محروم است که با مهاجرت به کشورهای توسعه یافته برای اشتغال در کارهای خانگی، است. نقش مادری فراملیتی در طیف نئولیبرالی بر بهره‌مندی از زنان از طریق محرومیت از حقوق شهروندی تأثیر می‌گذارد؛ در حالی که بهره‌گیری از مزایای کار مهاجر، با به حداقل رساند یا حذف هر گونه تعهدات اجتماعی یا مالی به جامعه یا دولت است. زنان مهاجر کشورهای جهان سوم از کشورهای خود که به اقتصاد پیشروی جهان اول نرسیده‌اند، و از سویی اقتصادشان که از طریق تهاجم استعمار غربی متوقف و تحریف شده‌است، از ریشه‌هایشان رها می‌شوند و در این کشورها برای پر کردن نیازهای غیر دائم کار آن‌ها، جلوگیری از رقابت با کارگران بومی؛ تکمیل جای خالی، استخدام می‌شوند. مادران فراملیتی به عنوان منزلی برای هر دو طبقه در نظر گرفته می‌شوند.
مادران، همراه با آزادی باروری و ازدواج، حق اساسی زنان هستند، اما توسط ملت‌هایی که خدمات خانگی خارجی‌ها را توجیه می‌کنند، به همان اندازه که زنان مهاجر را تهدیدی برای ناسیونالیسم خود می‌دانند، ممنوع است. ملت‌ها روند فرایند نژادی را ایجاد می‌کنند که از طریق آن، زنانی از هویت‌های ملی و نژادی مختلف، یکپارچگی متضاد در یک جامعه را در دست می‌گیرند و در نهایت به سلسله مراتب شهروندی کمک می‌کنند.
در ارتباط با داروینیسم اجتماعی، بومی‌ها معتقدند که مهاجران جهان سومی «فقط نمی‌توانند آن را بسازند.» به این ترتیب، کشورها تمایل دارند تا کسانی را که با طبقهٔ بالایی یا طبقه متوسط تناسبی ندارند، از روی ترس به کارهایی از قبیل عقیم‌سازی کردن و… روی بیاورند؛ به عنوان مثال: زنان سیاه‌پوست به عنوان منحرف، هرزه، سلطه‌پذیر، جنس ناپاک و مادران بد شناخته شده‌اند که در نتیجه حقوق باروری آن‌ها توسط مقررات تهدید می‌شود.

## برای مطالعهٔ بیشتر
- فلدمن شلی. «بررسی نظریه پدرسالاری: دیدگاه معاصر بنگلادش» علائم: مجله زنان در فرهنگ و جامعهاست. ۲۵٫۴ (تابستان 2001), p.  ۱۱۰۸.
- Fonow مری مارگارت تاچر. «حقوق بشر فمینیسم و فراملی کارگری همبستگی است.» فقط حمایت است؟ حقوق بشر زنان فراملی Feminisms و سیاست از نمایندگی. اد. وندی S. Hasford و وندی Kozol. New Brunswick: راتگرز تا ۲۰۰۵. ۲۲۱–۴۳.
- مندز، جنیفر Bickham. «ایجاد جایگزین از یک چشم‌انداز جنسیتی: فراملی سازماندهی برای Maquila حقوق کارگران در آمریکای مرکزی». زنان فعالیت و جهانی شدن: پیوند مبارزات محلی و فراملی سیاست. اد. Nancy A. ناپل و Manisha دسای. New York: Routledge, Press, 2002. 121-41.
- Brenner, Johanna (2003). "Transnational Feminism and The Struggle for Global Justice". New Politics. IX (2 (New Series)). Archived from the original on 17 April 2012. Retrieved 30 August 2012.